# 第75回ニューヨーク映画批評家協会賞
75th NYFCC Awards

2009年12月14日
作品賞: 

ハート･ロッカー
第75回ニューヨーク映画批評家協会賞は、2009年の優秀な映画に贈られた賞である。2009年12月14日に発表された。

## 受賞
- 主演男優賞:
  - ジョージ・クルーニー - 『マイレージ、マイライフ』、『ファンタスティック・Mr.FOX』

- 主演女優賞:
  - メリル・ストリープ - 『ジュリー&ジュリア』

- アニメ映画賞:
  - 『ファンタスティック Mr.FOX』

- 撮影賞:
  - クリスティアン・ベアガー - 『白いリボン』

- 監督賞:
  - キャスリン・ビグロー - 『ハート・ロッカー』

- ドキュメンタリー映画賞:
  - Of Time and the City

- 作品賞:
  - 『ハート・ロッカー』

- 第一回作品賞:
  - スティーヴ・マックイーン - 『HUNGER/ハンガー』

- 外国語映画賞:
  - 『夏時間の庭』（ フランス）

- 脚本賞:
  - In the Loop

- 助演男優賞:
  - クリストフ・ヴァルツ - 『イングロリアス・バスターズ』

- 助演女優賞:
  - モニーク - 『プレシャス』

- 特別賞:
  - アンドリュー・サリス